# 湯姆·奧斯本
湯姆·奧斯本（Tom Osborne；1937年2月23日—）是美國的一位前美式足球球員及教練。他也是一位政治人物。他在美式足球比賽中的位置是四分衛。在退役之後，他在2001年至2007年期間是內布拉斯加的美國眾議院議員。在議員隱退之後，他是內布拉斯加大學的體育顧問。